# Theiß
Die Theiß (entsprechend der Orthographischen Konferenz von 1901 auch Teiß; ungarisch Tisza; serbisch Тиса Tisa; rumänisch und slowakisch Tisa; ukrainisch Тиса Tyssa; lateinisch als Grenzfluss Dakiens Tissus, Tisia oder Pathissus) ist ein mitteleuropäischer Fluss. Sie ist mit 966 Kilometern der längste Nebenfluss der Donau (nach ihrer Durch- bzw. Abflussmenge mit einem Mittelwert von 813 m³/s nach der Save, aber vor Inn und Drau, der zweit-wasserreichste), außerdem der zweitgrößte Fluss Ungarns und Serbiens. Zudem war die Theiß Ende des 19. Jahrhunderts der fischreichste Fluss Europas. Nach ihr ist die endneolithische Theiß-Kultur benannt.

## Flussverlauf
Die Theiß entsteht in den Waldkarpaten aus der Vereinigung der Schwarzen (rechts) und Weißen Theiß (links) etwa 4 Kilometer nördlich der Stadt Rachiw in der Ukraine. Südlich des Quellgebietes in der heutigen Ukraine trennt sie den rumänischen Kreis Maramureș von der ukrainischen Oblast Transkarpatien. Anfangs fließt die Theiß südlich durch enge Gebirgstäler und wendet sich nach Aufnahme der Vișeu, der Iza, der Tereswa, Tereblja und Rika west- und nordwestwärts über Sighetu Marmației nach Chust. Nachdem sie rechts die Borschawa, links den Túr und den Somesch aufgenommen hat, fließt sie von Tschop über Tokaj bis Szolnok gegen Südwesten.

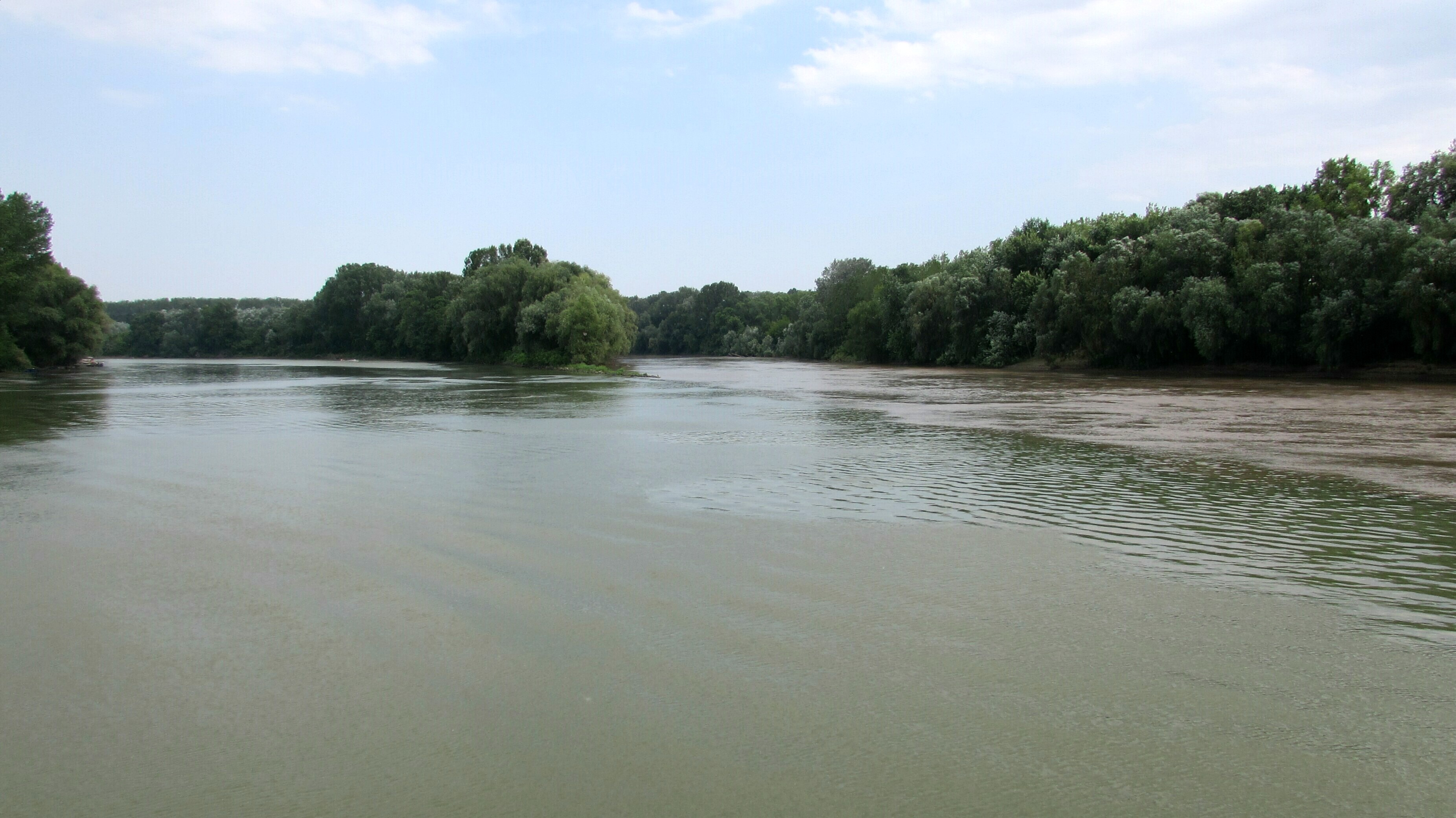
Mündung des Mieresch (rechts) in die Theiß bei Szeged

Dort wendet sie sich südwärts. Sie durchfließt Csongrád und später Szeged, wo der aus Siebenbürgen kommende Mieresch in die Theiß mündet. Danach fließt sie weiter südlich nach Serbien, wo sie in der heutigen Vojvodina den Grenzfluss zwischen den historischen Regionen Banat und Batschka bildet. Sie verläuft dort in einer durchschnittlichen Entfernung von 90 km parallel zur Donau, in die sie schließlich unterhalb von Novi Sad mündet.
Während die Theiß im Oberlauf bei hoher Fließgeschwindigkeit eine gute Wasserqualität aufweist, wird sie in der Ebene zunehmend schlammig. Die Ufer sind meist flach und infolge der häufigen Überschwemmungen sumpfig. Ihre Breite beträgt in Serbien 160 bis 320 m. Schiffbar wird sie bei Sighetu Marmației, für größere Fahrzeuge an der Hernádmündung, für Dampfboote, die früher bis Tokaj verkehrten, erst bei Szolnok. Ab dort trägt sie ebenso große Lasten wie die Donau. Der Bácser Kanal (auch Franzenskanal genannt) verbindet sie mit der Donau, der Begakanal mit dem Temesch.
Vor längerer Zeit hat man neben der Theißregulierung auch mit der Trockenlegung der Ufermoräste und der Sicherung des Ufergebiets vor Überschwemmung begonnen, durch die unvollständige Durchführung aber die tieferen Gegenden geschädigt. Der Lauf der Theiß beträgt mit den Krümmungen 966 km, der direkte Abstand von der Quelle nur 467 km. Ursprünglich betrug ihre Länge 1429 km, durch Flussbegradigungen vor allem im 19. Jahrhundert wurde sie auf ihren heutigen Wert verkürzt. Ihr Einzugsgebiet umfasst 146.500 km². Der Lauf ist wegen des sehr geringen Gefälles ziemlich träge; von Namény bis zur Mündung sinkt der Wasserspiegel nur um 40 m. Überschwemmungen der doppelt so schnellen Donau stauen die Theiß weit aufwärts.
Im Jahre 2000 war der Fluss durch den Baia-Mare-Dammbruch durch Cyanide verseucht.

### Theiß-See
1970 wurde die Theiß mitten in der Puszta-Ebene angestaut. Dadurch entstand der künstliche Theiß-See. An seinen Ufern liegen die Orte Abádszalók, Kisköre, Poroszló, Sarud, Tiszaderzs, Tiszafüred, Tiszanána, Tiszaújváros und Tiszavalk. Die Tiefe des Sees beträgt nur ca. 2,5 Meter, die Fläche 127 km².

## Städte an der Theiß

### Rumänien
- Sighetu Marmației
- Bocicoiu Mare

### Ukraine
- Rachiw
- Welykyj Bytschkiw
- Tschop

### Slowakei
- Čierna nad Tisou

### Ungarn
- Záhony
- Tokaj
- Tiszafüred
- Kisköre
- Szolnok
- Csongrád
- Szentes
- Szeged

### Serbien
- Kanjiža
- Novi Kneževac
- Senta
- Padej
- Ada
- Mol
- Bečej
- Novi Bečej
- Taraš
- Titel

## Rezeption
Der am 7. Februar 1994 entdeckte Hauptgürtelasteroid (13121) Tisza wurde nach dem Fluss benannt.